# Quirinus Cubach

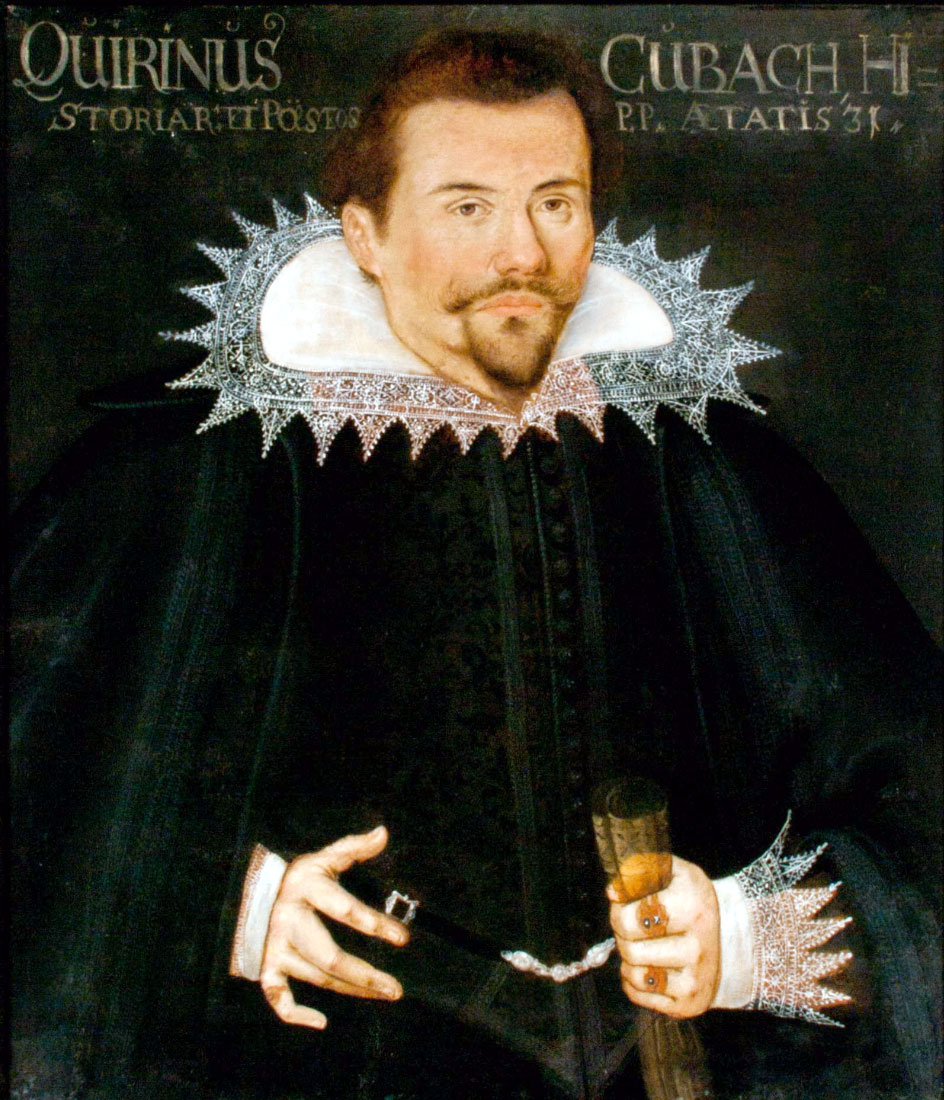
Quirinus Cubach

Quirinus Cubach auch: Quirin Kubach (* 1589 in Darnstedt; † 23. Juni 1624 in Jena) war ein deutscher Historiker, Jurist und Poet.

## Leben
Cubach war Sohn des Johann Cubach und der Elisabeth Fockerstadt. Nachdem er an der Schule in Niederroßla seine ersten Bildungsgrundlagen gelegt hatte, bezog er die Schule in Weimar. Bereits 1602 wurde er an der Universität Jena immatrikuliert, wo er ein Studium der philosophischen und juristischen Wissenschaften absolvierte. Nachdem er 1605 das Bakkalaurat der Philosophie erworben hatte, setzte er seine Studien an der Universität Helmstedt fort. Nach Jena zurückgekehrt, absolvierte er ab 1612 bei Erasmus Ungebaur weitere juristische Studien, wo er nachweislich eine Dissertation unter dem Titel Paucula - Haec De Iurisdictione Themata verteidigte. Danach verfasste er einige politische Rechtsabhandlungen, bis 1617 aus seiner Feder ein zweibändiges Kompendium des deutschen Reichsstaatsrechts, welches ihm viel Anerkennung einbrachte, erschien.
Nachdem er 1618 das Lizentiat der Rechte erworben hatte, erhielt er 1619 die Professur der Geschichte und Dichtkunst an der Jenaer Universität. In dieser Eigenschaft beteiligte er sich auch an den organisatorischen Aufgaben der Salana und war im Sommersemester 1623 Rektor der Alma Mater. Er erkrankte am 11. Juni 1624 an einem hitzigen Fieber und verstarb. Sein Leichnam wurde am 25. Juni 1624 in Jena beigesetzt, wo man ihm auch ein Epitaph errichtete.
Cubach hatte sich 1615 mit Rebecca Glitz (* um 1594; † 6. Oktober 1657 Lichtenberg), der Tochter des Johann Glitz, verheiratet. Aus der Ehe stammten zwei Söhne und eine Tochter. Von den Kindern kennt man die Söhne Quirinus Cubach (get. 23. März 1620 in Jena), Johannes Quirinus Cubach und die Tochter Anna Magdalena Cubach (* 27. September 1622 in Jena; † 4. März 1657 Lichtenberg), welche sich 1645 mit Johann Wolfgang Schmidt verheiratete. Seine Witwe verheiratete sich am 6. Dezember 1629 mit Valentin Pfretzschner (* 29. Juli 1578 in Pegau; † vor 1657 in Lichtenberg).

## Schriften (Auswahl)
- De Iure Connubiorum, ad Tit. Instit. de Nuptiis potiora breviter attacta continens. II. Jena 1613 (books.google.de).
- Centuriae Quaestionum Illustrium. Jena 1614 (books.google.de).
- Centuriae Tres Quaestionum Illustrium Politico-Juridicarum : Qvas in Illustri Salana Approbante … Ordine ipso Praeside ad disputandum prosuerunt Jevenes lectissimi … Anno M. DC. XIV. Jena 1615, (books.google.de).
- De rerum divisione et dominio ipsarum acquirendo. Jena 1616.
- Brocardicorum Dd. Liber generalis : Quo in Communiores diversae Dd. regulae ex probatoss. Erfurt 1616.
- Quibus in Plurimae Quotidianae utilissimae, nobilissimae, jucundissimae QQ. nudè proponuntur. Jena 1617.
- Resolutio Tituli De Donatione. Jena 1617.
- Jurisprudentiam Germano publicam. Erfurt 1617 (books.google.de).